# TRISHNA
Thermal infraRed Imaging Satellite for High-resolution Natural resource Assessment
TRISHNA (acronyme en anglais de : Thermal infraRed Imaging Satellite for High-resolution Natural resource Assessment ; du sanskrit :  तृष्णा ; litt. « soif », « envie ») est un satellite d'observation de la Terre franco-indien qui doit être lancé vers 2026. Son objectif principal est le suivi de l’état hydrique et du stress des écosystèmes continentaux. Un objectif secondaire est la mesure de la température de surface des eaux côtières. 

## Objectifs
L'objectif principal du satellite est de surveiller le cycle de l'eau à la surface de la Terre. Celui-ci est étroitement lié au processus du changement climatique et sa surveillance a de nombreuses applications pratiques (agriculture, évaluation de la qualité de l'eau et du sol, gestion de l'irrigation et des ressources en eau). Cette surveillance du cycle de l'eau nécessite une mesure la température de la surface à l'échelle locale.
Les objectifs de la mission sont les suivants : 
- mesure du stress de l'écosystème et utilisation de l'eau par exemple dans le but de mieux gérer les ressources en eau
- mesure des caractéristiques des eaux côtières et des eaux intérieures dans le but d'évaluer la qualité de l'eau, les ressources piscicoles et la glace d'eau
- Surveillance des microclimats urbains pour par exemple identifier les ilots urbains chauds.
- Terre solide (détection des anomalies thermiques)
- cryosphère (surveillance de la neige et de la glace)
- atmosphère (mesure de la quantité d'eau en suspension, caractérisation des nuages).

Selon les responsables du projet, les scientifiques chargés des études sur le changement climatique, pour lesquels la température de la surface de la terre et des eaux sont des variables essentielles, s'attendent à faire des progrès significatifs grace aux données collectées par TRISHNA. Par ailleurs le satellite fournira des produits innovant pour la gestion des ressources en eau qui peuvent améliorer la prise de décision à tous les niveaux du fermier (niveau de stress hydrique, irrigation) aux entités institutionnelles (gestion de l'utilisation des terres, mesures d'atténuation  de l'impact du changement climatique). TRISHNA doit également contribuer à la préparation des futurs services du programme COPERNICUS en mettant au point de nouvelles techniques instrumentales et en préparant et validant des  chaines de traitement des données, des produits et des applications.

## Caractéristiques techniques du satellite
Le satellite d'une masse de 770 kilogrammes au lancement utilise une plateforme, de type IRS-1k ,  est fournie par l'agence spatiale indienne. Son énergie est fournie par des panneaux solaires qui produisent 2000 Watts. Les données sont stockées dans une mémoire de masse d'une capacité de 1,4 térabits. Les données sont transmises au sol en bande X avec un débit de 640 mégabits/seconde.

## Instruments
Le satellite TRISHNA emporte deux instruments pour remplir sa mission : une caméra observant dans l'infrarouge thermique qui recueille des données de jour comme de nuit et une caméra fonctionnant dans le proche infrarouge et le visible qui ne fonctionne que de jour. Le satellite héberge par ailleurs l'instrument MATHS sans rapport avec la mission. 

### Caméra infrarouge thermique TIR
L'instrument principal est la caméra TIR fonctionnant dans l'infrarouge thermique L'agence spatiale et qui est fourni par l'agence spatiale française le CNES et développée par Airbus. L'instrument a une masse de 165 kilogrammes et consomme 245 Watts. La partie optique est constituée par un télescope anastigmatique à trois miroirs dont l'ouverture est de 150 millimètres et la longueur focale de 400 millimètres. Un miroir pivotant permet d'obtenir des données dans un champ de vue de ±34° de part et d'autre de la verticale du satellite. Ses observations se font dans quatre bandes spectrales par l'utilisation de filtres : 8,6μm, 9,1μm, 10,3μm et 11,5μm). Pour y parvenir le plan focal est maintenu à une température de 60 kelvin. La résolution spatiale de l'instrument thermique est inférieure à 50 mètres au nadir et les mesures de température sont effectuées avec une précision inférieure à 0,3°C. Le détecteur infrarouge utilise du tellurure de mercure-cadmium. 

### Caméra visible et proche infrarouge  VSWIR
L'agence spatiale indienne, l'ISRO, fournit l'instrument VSWIR  qui effectue des observations en lumière visible et proche infrarouge (0,485, 0,555, 0,650, 0,860, 1,650 μm et 1.38 μm). L'instrument a une masse de 30 kilogrammes et consomme 90 Watts. L'instrument comprend trois caméras captant des images en lumière et visible et dans le proche infrarouge et trois caméras fonctionnant dans l'infrarouge court. Chaque ensemble de trois caméras nécessaire pour couvrir l'ensemble du champ de vue (± 12 degrés). Leur longueur focale est de 173,5 millimètres,.
| Partie du spectre | Désignation | Longueur d'onde (centre) | Largeur FWHM | Utilisation                                                           | Rapport signal sur bruit |
| ----------------- | ----------- | ------------------------ | ------------ | --------------------------------------------------------------------- | ------------------------ |
| Lumière visible   | Bleu        | 485 nanomètres           | 70           | Détection des nuages bas                                              | 50                       |
| Lumière visible   | Vert        | 555 nanomètres           | 70           | Eaux côtières, sédiments, neige                                       | 100                      |
| Lumière visible   | Rouge       | 670 nanomètres           | 60           | Végétation                                                            | 100                      |
| Proche infrarouge | NIR         | 870 nanomètres           | 40           | Végétation                                                            | 100                      |
| Proche infrarouge | Cirrus      | 1380 nanomètres          | 30           | Détection des nuages cirrus fins                                      | 25                       |
| Infrarouge court  | SWIR        | 1610 nanomètres          | 100          | Discrimination neige/nuage, stress de la végétation, surfaces brulées | 100                      |

### Sondeur atmosphériques MATHS
LATHS (Millimetre Wave Atmospheric Temperature & Humidity Sounder) est un sondeur atmosphérique qui profite de l'opportunité de lancement mais qui ne répond pas aux objectifs de la mission TRISHNA.  

## Déroulement de la mission
Le satellite sera lancé par une fusée PSLV qui décollera depuis la base de Satish Dhawan et placé sur une orbite polaire de 761 kilomètres. Il survole tous les jours à 13h (heure locale) le noeud descendant. La fréquence de visite d'un site donné (à la verticale) mais celui-ci peut être photographié tous les 3 jours toutefois avec un angle de vue différent et de 7 jours à la en passant à sa verticale. Le temps de latence entre la prise de vue et la mise à disposition des données de niveau 2 est d'environ 12 heures. Les données sont mises à la disposition de l'ensemble de la communauté scientifique. La durée de la mission primaire est de 5 ans,.

## Documentation
- (en) Philippe Gamet, Jean-Pierre Lagouard, Jean-Louis Roujean et Olivier Hagolle, « Trishna » (consulté le 16 novembre 2023)
- (en) J.-P. Lagouarde, Bimal K. Bhattacharya, P. Crébassol, P. Gamet, Dheeraj Adlakha et al., « Indo-French High-resolution Thermal Infrared Space Mission for Earth Natural Resources Assessment and Monitoring - Concept and Definition of TRISHNA », Workshop on “Earth Observations for Agricultural Monitoring”  New Delhi,‎ février 2019, p. 1-5 (lire en ligne)
- (en) « TRISHNA (Thermal infraRed Imaging Satellite for High-resolution Natural resource Assessment) », sur EO Portal, Agence spatiale européenne (consulté le 16 novembre 2023)